# Halo: Kampf um die Zukunft
Halo: Kampf um die Zukunft (Orig.: Halo: Combat Evolved) ist ein von den Bungie Studios entwickelter Ego-Shooter und der erste Teil der Halo-Reihe. Bis heute gilt er als Referenzprodukt für Ego-Shooter auf der Xbox, dadurch war der Ego-Shooter mit über sechs Millionen verkauften Einheiten kommerziell auch sehr erfolgreich. Eine Neuauflage des Spieles zum 10. Geburtstag wurde für die Xbox 360 unter dem Namen Halo: Combat Evolved Anniversary am 15. November 2011 veröffentlicht. Anfang November 2014 erschien die Neuauflage des Spiels abermals in der Kompilation Halo – The Master Chief Collection exklusiv für Xbox One. Im März 2019 wurde bekanntgegeben, dass die Master Chief Collection und somit auch Halo: Combat Evolved Anniversary für den PC erscheinen werden.

## Handlung und Spielverlauf
Das Spiel spielt im Jahre 2552, als das Volk der Erde aufgrund der Überbevölkerung gezwungen war, auf anderen Planeten zu siedeln. 32 Jahre vorher war der Kontakt zu einer äußeren Kolonie namens „Harvest“ verloren gegangen. Als ein Kampfverband zur Erkundung geschickt wurde, kam nur ein einziges schwer beschädigtes Schiff zurück. Die Crew berichtete von einem „unbesiegbaren außerirdischen Schiff“, das die menschlichen Streitkräfte mühelos vernichtete. Das war die erste Begegnung mit der Allianz.
Der Spieler schlüpft in die Rolle des Master Chief, auch als SPARTAN 117 bekannt (richtiger Name: John) – anscheinend der letzte Überlebende genetisch modifizierter Soldaten aus dem SPARTAN-II-Projekt. Alle anderen befanden sich auf einem Planeten namens Reach, um sich auf den Auftrag vorzubereiten, ein Schiff der Allianz zu entern, um so den Heimatplaneten der Feinde zu finden. Der Planet Reach wurde jedoch zwei Tage vor der Mission von der Allianz zum größten Teil verglast. Nur ein Schiff, die Pillar of Autumn, konnte mit dem letzten SPARTAN-II entkommen. Das Spiel beginnt an Bord der Pillar of Autumn, die vom legendären Captain Jacob Keyes befehligt wird.
Das Raumschiff flieht vor den feindlichen Mächten der Allianz, einem Bündnis verschiedener außerirdischer Spezies, die den größten strategischen Stützpunkt außerhalb der Erde der Menschen (Planet Reach) ausgelöscht haben und anschließend die Pillar of Autumn verfolgten. Der Master Chief, bisher in Kältetiefschlaf, wird aufgetaut und damit beauftragt, die Künstliche Intelligenz des Schiffes namens Cortana zu evakuieren, um sie dem Zugriff des Feindes zu entziehen. Hierzu wird die KI in seinen Kampfanzug übertragen und übernimmt im weiteren Spiel meist die Rolle des Sidekicks.
Während des Spiels ändert sich das Ziel des Helden mehrmals. Zunächst gilt es, das bereits vom Feind gekaperte Schiff unversehrt mit der KI (Cortana KI Stufe 5) im Gepäck zu verlassen. Nach der Landung auf der künstlichen Ringwelt Halo hilft der Master Chief, die verstreuten Kameraden in Sicherheit zu bringen, und macht sich auf die Suche nach dem Captain, der von der Allianz gefangen genommen wurde. Nachdem der Master Chief diverse UNSC-Soldaten gerettet hat, die mit Rettungskapseln von der durch die Allianz zerstörte Pillar of Autumn fliehen konnten, begibt er sich auf die Suche nach dem Kartenraum. Dort soll, so erfährt Cortana aus dem Allianzfunk, der Weg zum Kontrollraum Halos sein, in dem sich die ultimative Waffe Halos aktivieren lässt. Als es dem Master Chief gelungen ist, den Kontrollraum zu erreichen, verbindet sich Cortana mit dem Hauptsystem von Halo und erfährt Neuigkeiten, die sie offenbar sehr beunruhigen, und in deren Folge sie dem Master Chief ohne weitere Erklärung den Auftrag gibt, er solle sich zu Captain Keyes begeben, um ihn daran zu hindern, die Waffenkammer Halos zu öffnen.
In der folgenden Mission 343 Guilty Spark findet der Erstkontakt des Master Chiefs, der sich in der vorherigen Mission Angriff auf den Kontrollraum von Cortana getrennt hatte, mit den Flood statt: Der Master Chief öffnet in dieser Mission eine Tür, woraufhin ihm die Leiche eines Marines in die Arme fällt. Aus den Aufzeichnungen der Helmkamera des Soldaten wird klar, wie Captain Keyes mit einem kleinen Trupp Soldaten in den Raum eindrang und plötzlich von einer merkwürdigen Spezies angegriffen wurde, die sich später als Flood erweist. Nachdem er aus dem Gebäudekomplex entkommen ist, trifft er auf den Illuminat (343 Guilty Spark), der ein künstliches Wesen darstellt und Teil der Sicherheitseinrichtung von Halo ist. Er erklärt, eine Lösung für die Flood zu haben.
Der Spieler muss dem Illuminaten nun helfen, entsprechende Mechanismen zu aktivieren. Kaum ist diese Aufgabe erledigt, begeben sich der Protagonist des Spiels und der Illuminat zum Kontrollraum, wo Cortana dem Master Chief die wahre Funktionsweise von Halo erklärt: Es stellt sich heraus, dass die „Lösung“ des Illuminaten darin besteht, der Flood einfach das „Futter“ zu entziehen, sie also auszuhungern. Dies soll bewerkstelligt werden, indem durch die Aktivierung Halos alles biologische Leben im Umkreis von 25.000 Lichtjahren ausgelöscht wird. Dies käme einer Auslöschung der gesamten Menschheit (und aller anderen Lebewesen) gleich. Ab diesem Zeitpunkt ist es also Aufgabe des Spielers, den Plan des Illuminaten zunichtezumachen. Der Spieler muss die Reaktoren der Pillar of Autumn zur Explosion bringen, um den gesamten Ring zu zerstören. Hierfür benötigt er aber Captain Keyes Neuralimplantate, weswegen er auf ein von der Flood verseuchtes Schiff muss.
Als man Captain Keyes retten will, ist er schon von der Flood assimiliert worden, und man findet nur seinen leblosen Körper, dem der Master Chief nach kurzem Zögern und Cortanas Hinweis, dass der Captain es so gewollt hätte, die Neuralimplantate „entnimmt“. Schließlich schafft es der Master Chief mit Cortanas Hilfe, den Reaktorkern der auf Halo abgestürzten Pillar of Autumn zu überladen und kurz vor der Explosion, die Halo zerstört, zu entkommen. In der folgenden Filmsequenz antwortet Cortana nach einem kurzen Gebietsscan auf die Frage des Master Chiefs ob sonst noch jemand überlebt habe, dass dies nicht der Fall sei, woraufhin der SPARTAN 117 sichtlich bedrückt ist. Zum Schluss bezweifelt er Cortanas Kommentar, dass die Geschichte nun beendet sei, und meint sogar, dass der Angriff gerade erst begonnen habe; ein Hinweis auf zumindest einen Nachfolger Halos.
Nach dem Abspann startet erneut eine Filmsequenz, die den Illuminaten trotz der Explosion Halos zeigt.

## Rezeption
Durch Ruckler und kleine Mängel im Leveldesign sei das Licht ein bisschen getrübt. Doch KI, Detailverliebtheit der Grafik, der Ausgewogenheit des Spieles und der Steuerung setze es die Messlatte für kommende Shooter auf Konsolenplattform nach oben. Insbesondere der Mehrspielermodus wurde hervorgehoben. Systemübergreifend betrachtet sei Halo einer der besten Ego-Shooter. Halo stehe auch auf dem PC für seine packende Atmosphäre, actiongeladenen Gefechte, grandioser künstlicher Intelligenz sowie exzellent ausbalancierte Missionen. Auch die Fahrzeugpassagen seien gelungen. Negativ fallen lediglich die wenig unterschiedlichen Gegner und die sich wiederholenden Innenlevel auf. Während der Verzögerung bei der Portierung zeigen sich wenig Alterungserscheinungen. Enttäuschend sei jedoch der fehlende Kooperativ-Modus auf dem PC.

## Entstehungsgeschichte

### Halo-Ursprünge unter Bungie
Da Bungie Spiele für den Apple Macintosh entwickelte – unter anderem einen der frühesten Ego-Shooter namens Marathon – war Halo zunächst als PC- und Macintosh-Titel vorgesehen. Die erste Vorschau von Halo wurde 1999 auf der Macworld Conference & Expo gezeigt und beeindruckte das anwesende Publikum durchaus. Unter anderem wurden die einfallsreiche Spielwelt und auch die aufwendige Grafik dieser frühen Version gelobt. Sie lief auf einem Macintosh unter Mac OS 9 und wurde in Echtzeit unter Verwendung von OpenGL gerendert. Angedacht war ursprünglich eine komplette Ringwelt, die man frei erkunden kann (erkennbar aus frühen Trailern und Preview-Versionen) und die mit einer vielfältigen Fauna ausgestattet sein sollte.

### Halo-Neuausrichtung unter Microsoft
Kurz vor der Veröffentlichung des Spiels wurde Bungie jedoch von Microsoft aufgekauft. Microsoft, kurz vor der Markteinführung der Xbox, war noch auf der Suche nach herausragenden Spielen und Halo sollte die Killerapplikation der Xbox werden, also ohne Unterstützung der konkurrierenden Plattformen PlayStation oder Mac. Nach der Übernahme von Bungie durch Microsoft wurde Halo deswegen mit hohem Aufwand für die Xbox konvertiert und zahlreiche massive Änderungen an der Engine, dem Leveldesign und der Spielwelt vorgenommen. Ursprünglich als Echtzeit-Strategiespiel geplant, wurde Halo zunächst als Third-Person-Shooter und schließlich als Ego-Shooter umgesetzt.
Es erschien schließlich am 15. November 2001 zeitgleich und exklusiv für die Xbox auf Englisch. Für den PC umgesetzt wurde das Spiel später von Gearbox Software und erschien 2003. Die Macintosh-Version wurde zuletzt veröffentlicht. Des Weiteren erschien auf dem Xbox-Marktplatz eine für die Xbox 360 optimierte Fassung von Halo: Kampf um die Zukunft.

### HD-Remake
Auf der Unternehmens-Pressekonferenz zur E3 2011 kündigte Microsoft eine Neuauflage (HD-Remake) des ersten Halo-Spiels als Entwicklung von 343 Industries an. Neben dem Halo-Reach-Mehrspieler-Modus enthält Halo: Combat Evolved Anniversary die Kampagne des Originalspiels, die grafisch auf das Niveau von Halo Reach angepasst wurde. Es ist allerdings möglich, per Knopfdruck zur Original-Grafik zu wechseln, ohne das Spiel dafür unterbrechen zu müssen. Der Mehrspieler-Modus von Halo Reach wurde zusätzlich mit sechs Karten des Originalspiels und einer weiteren erweitert. Die Spielmechanik des Originals blieb dabei unangetastet. Seit dem 15. November 2011 ist Halo Combat Evolved Anniversary für die Xbox 360 erhältlich, im Jahr 2014 erschien dieselbe Version in der Komplettbox aller erschienenen Halo-Titel für die Xbox One unter dem Titel Halo – The Master Chief Collection.

### Fortsetzung
Halo 2 erschien am 9. November 2004 in den USA und am 11. November 2004 im Rest der Welt, wieder exklusiv für Microsofts Xbox. Das Spiel verkaufte sich bereits am Erscheinungstag 3,5 Millionen Mal. Im Jahr 2007 erschien auch eine PC-Version.

### Abschaltung derGameSpy Multiplayer Server
Im April 2014 wurde angekündigt, dass die GameSpy-Server, welche für den Mehrspieler benötigt werden, am 31. Mai 2014 abgeschaltet würden. GameRanger kündigte an, dass es den Support von Halo übernehmen würde, während ein Team von Fans und Bungie-Angestellten ankündigte, dass sie einen passenden Patch erstellen würden. Der Patch v1.10 wurde am 16. Mai 2014 veröffentlicht.

## Soundtrack
- 2002: Halo – Original Soundtrack (Neue Edition mit Bonus-DVD 2005) von Martin O’Donnell und Michael Salvatori
- 2007: Halo 1 & 2 (3 CDs) (besteht aus: Halo – Original Soundtrack + Halo 2 Volume One + Halo 2 Volume Two) von Martin O’Donnell, Michael Salvatori, Nile Rodgers, Incubus, Breaking Benjamin, Hoobastank, Nataraj
- 2008: Halo Trilogy – Complete Original Soundtrack (5 CDs) (besteht aus: Halo – Original Soundtrack + Halo 2 Volume Two + Halo Wars Bonus DVD + Halo 3)
- 2011: Halo Combat Evolved Anniversary (2 CDs/Vinyl) von Martin O’Donnell und Michael Salvatori